# University of Arizona Women's Volleyball
La University of Arizona Women's Volleyball è la squadra di pallavolo femminile appartenente alla University of Arizona, con sede a Tucson (Arizona): milita nella Pac-12 Conference della NCAA Division I.

## Storia
La squadra di pallavolo femminile della University of Arizona viene fondata nel 1974 da Kathryn Russell, sostituita da Rosie Wegrich, che resta alla guida del programma per quindici annate, nel corso delle quali le Wildcats giocano in diverse conference, affrontando anche la transizione dalla AIAW Division I alla NCAA Division I, centrando nove qualificazioni alla post-season, tuttavia fermandosi sempre al secondo turno.
Nel 1992 arriva Dave Rubio al timone del programma, centrando quasi ogni anno l'accesso alla post-season: oltre a quattro semifinali regionali, prima di allora mai raggiunte, le Wildcats giungono per tre volte fino alla finale regionale, mentre nella NCAA Division I 2001 raggiungono per la prima volta la final four, uscendo di scena in semifinale contro la CSU Long Beach; inoltre si aggiudicano il primo titolo di conference della propria storia dall'affiliazione alla NCAA, trionfando nella Pac-10 Conference 2000.

## Record
| Piazzamento          |    | Edizione                                                                               |
| -------------------- | -- | -------------------------------------------------------------------------------------- |
| Tornei NCAA          | 29 | Semifinali: 1 2001                                                                     |
| Tornei NCAA          | 29 | Elite Eight: 3 2000, 2002, 2005                                                        |
| Tornei NCAA          | 29 | Sweet Sixteen: 4 1993, 1994, 1999, 2016                                                |
| Tornei NCAA          | 29 | Secondo turno: 9 1982, 1983, 1985, 1989, 1996, 1998, 2004, 2013, 2014                  |
| Tornei NCAA          | 29 | Primo turno: 12 1981, 1984, 1986, 1987, 1988, 1997, 2003, 2009, 2010, 2011, 2015, 2018 |
| Titoli di conference | 2  | Intermountain Conference: 1 1978                                                       |
| Titoli di conference | 2  | Pac-12 Conference: 1 2000                                                              |

## Conference
- Intermountain Conference: 1974-1978
- Pacific West Conference[3]: 1979-1985
- Pac-12 Conference[1]: 1986-

## National Freshman of the Year
- Kimberly Glass (2002)

## All-America

### First Team
- Anita Moss (1983)
- Melissa McLinden (1985)
- Dana Burkholder (2000, 2001)
- Jill Talbot (2001)
- Kimberly Glass (2005)

### Second Team
- Caren Kemner (1984)
- Kimberly Glass (2002)

### Third Team
- Kimberly Glass (2003)
- Jennifer Abernathy (2005)
- Madison Kingdon (2014)
- Kalei Mau (2016)
- Penina Snuka (2016)

## Allenatori
- Kathryn Russell: 1974-1976
- Rosie Wegrich: 1977-1991
- Dave Rubio: 1992-